# Mastogenius guayasensis
Mastogenius guayasensis – gatunek chrząszcza z rodziny bogatkowatych i podrodziny Polycestinae.
Gatunek ten został opisany w 1986 przez Garyego Manleya.
Chrząszcz o podłużnie owalnym, silnie błyszczącym ciele długości od 2,2 do 3,4 mm. Ubarwienie zmienne: od jednolicie smolistego po jednolicie metalicznie niebieskie, także z niebieskozielonym połyskiem. Spotykane również osobniki dwubarwne. Zmienność zaznacza się głównie na wierzchu ciała – spód i nogi są zwykle smoliste, rzadko niebieskawe. Głowa z przodu wypukła, bez wgłębień. Przedplecze nieco szersze niż długie, węższe z przodu niż u nasady. Boczne brzegi przedplecza szeroko rozbieżne od kątów przednich do połowy długości i dalej delikatnie zbieżne ku kątom tylnym. Boki pokryw od kątów barkowych do miejsca nieco przed połową długości prawie równoległe, dalej łukowato zbieżne ku szeroko zaokrąglonym wierzchołkom.
Owad neotropikalny znany z ekwadorskich prowincji Guayas i Manabí. Larwy rozwijają się w gałęziach Prosopis i Leucaena trichode.